# 細川四天王
細川四天王（ほそかわしてんのう）は、応仁の乱の際に室町幕府管領の細川勝元の家臣として畿内で活躍した4名の武将を顕彰して呼んだものである。

## 細川四天王
- 安富盛長（安富氏） - 讃岐雨滝城主（東讃岐守護代）
- 香西元資（香西氏） - 讃岐勝賀城主
- 奈良元安（奈良氏） - 讃岐聖通寺城主
- 香川元明（香川氏） - 讃岐天霧城主（西讃岐守護代）

『南海通記』にその名が見える。応仁元年（1467年）、讃岐兵を率いて上洛。香川、安富両氏は勝元の命で所々合戦、勘解由小路合戦などに参加している。